# Alex Tse
Alex Tse (San Francisco, 1976) è uno sceneggiatore statunitense di origini cinesi.

## Filmografia
- Sucker Free City (2004)
- Watchmen (2009)
- Tales of the Black Freighter (2009, corto)
- Superfly, regia di Director X (2018)